# شريك حياتي (فلم)
شريك حياتي فيلم دراما مصري  للمخرج إلهامي حسن عام 1953، عن قصة علي عزت صقر وسيناريو وحوار يوسف جوهر. الفيلم من بطولة حسين رياض وأمينة رزق وشكري سرحان وزهرة العلا وتدور الأحداث حول زوجة تعيش في فراغ كبير بسبب انشغال زوجها الدائم في العمل، فتصب كل اهتماماتها حول ابنتها وابنها. ولكن بعد زواج الابنة، وإعجاب الابن بفتاة، يعود الشعور بالفراغ، فتعمل على إفساد ارتباط ابنها بتلك الفتاة.
صدر الفيلم إلى دور العرض المصرية في 23 مارس 1953.
منح موقع قاعدة بيانات الأفلام العربية «السينما.كوم» الفيلم درجة 5.3/ 10.

## أحداث الفيلم
تعيش نبيلة (أمينة رزق) مع زوجها المستشار مجدي (حسين رياض) وأبنائها الكبار المهندس مدحت (شكرى سرحان) وإبنتها سهير (سناء جميل)، وتعاني نبيلة من انشغال زوجها عنها وإهتمامه بقضاياه، فهو بعد عودته من المحكمة وتناوله الطعام، يجلس في حجرة المكتب يدرس القضايا حتى ميعاد نومه، وتقضي هي أوقاتها مع أبنائها. تستعد سهير للزواج من خطيبها عادل (كمال ياسين)، ولم يتبقى للأم سوى ابنها مدحت الذي تعتمد عليه في خروجها، والذهاب إلى السينما، والمتنزهات وتعلم قيادة السيارة. يحدث مالم يكن في حسبان نبيلة، عندما يسكن في الفيلا المقابلة لفيلتهم، فتاة جميلة تدعى ليلى (زهرة العلا) وينشغل بها مدحت، مما أربك حسابات نبيله، التي تحاول عدم استمرار هذه العلاقة حتى لا يفرغ عليها البيت. يظهر الجيران الجدد، الأستاذ قنديل المقصقص (محمد عبد القدوس) الذي انتزعت منه الثورة ألفين فدان وأبقت له 200 فدان فقط، وزوجته تفيده (ثريا فخري). تعامل نبيلة الجيران الجدد بجفاء وقسوة حتى تقطع العلاقة، ولكن إصرار مدحت وموافقة القاضي مجدي، تجعل الرجال يتفقون على اتمام الزواج، بينما ترفض نبيلة حضور الخطوبة، مدعية المرض. تحاول نبيلة وضع العراقيل أمام العروسين دون جدوى، وتحاول أيضاً قضاء بعض الوقت في منزل ابنتها الجديد ولكنها تكتشف أنها تقيد حرية زوج ابنتها الذي يريد التمتع بوقته مع زوجته. تعود نبيلة لمنزلها، وتتفرغ لمنع زواج ابنها من بنت الجيران. يتم تحديد ميعاد عقد القران، وتقرر نبيله الانتحار في نفس اليوم، وتترك خطاب يحمل هذا المعنى لطبيبها الخاص وصديق زوجها الدكتور صلاح (عبد الرحيم الزرقانى). تقود نبيلة السيارة وتسقط في الترعة ويتم إنقاذها بعد أن أصيبت إصابات بالغة. يضطر الدكتور صلاح لإخبار مجدي بكل شيء، ويتهمه بالأنانية والانشغال عن زوجته. يقوم مجدى بأجازة من عمله، ويلزم فراش زوجته حتى يتم شفاؤها، ويقرر أن يقتطع من أوقاته، ليقضى وقتاً معها، ويصطحبها إلى الشواطئ، وعندما يقترح مجدي رفض زيجة مدحت ابنهم من ليلى بنت الجيران، تصر نبيلة على إتمام الزيجة، وعدم الوقوف في طريق حب الأبناء.

## طاقم التمثيل
- حسين رياض: في دور مجدي

- أمينة رزق: في دور نبيلة (حرم المستشار مجدي)

- شكري سرحان: في دور المهندس مدحت مجدي

- زهرة العلا: في دور ليلى

- سناء جميل: في دور سهير مجدي

- كمال ياسين: في دور عادل (خطيب سهير)

- محمد عبد القدوس: في دور قنديل المقصقص[8]

- ثريا فخري: في دور تفيدة (حرم قنديل المقصقص)

- عبد الرحيم الزرقانى: في دور الدكتور صلاح

- أحمد الجزيري: في دور عبد النبي

- حافظ أمين: في دور المأذون

بالاشتراك مع: عبد الغني قمر – عبد المنعم إبراهيم - سعاد فوزي – ابن الليل – إبراهيم حشمت – وداد حمدي – عبد العزيز سعيد – إستر شطاح – رشاد حامد – صالحة قاصين – عواطف رمضان (غناء) – زينب عبده (غناء) – عبد الرحمن الفران (غناء) – نبوية فهمي (الراقصة).

## أغاني الفيلم
أغنية «الزفة» غناء زينب عبده (كلمات: علي عزت صقر – الحان: حسن أبو زيد)
أغنية «خايفة وطمني» غناء «عواطف رمضان وعبد الرحمن الفران» (كلمات: علي عزت صقر – الحان: حسن أبو زيد)
أغنية «الجهاز» غناء «عواطف رمضان» (كلمات: علي عزت صقر – الحان: محمد قاسم) 

## روابط خارجية
- مقالات تستعمل روابط فنية بلا صلة مع ويكي بيانات
- شريك حياتي على موقع دهليز
- شريك حياتي على موقع السينما المصرية
- شريك حياتي على موقع كاروهات